# Tångsjöborre
Tångsjöborre (Psammechinus miliaris) är en sjöborreart som först beskrevs av Gmelin 1791.  Tångsjöborre ingår i släktet Psammechinus och familjen taggsjöborrar. Arten är reproducerande i Sverige. Inga underarter finns listade i Catalogue of Life.
Tångsjöborren är en vanlig art i tångbältet på grunda bottnar längs svenska västkusten, men förekommer ner till 100 m djup på både hårda och mjukare bottnar. Arten blir ca 5 cm i diameter.  

## Bilder

Tångsjöborre
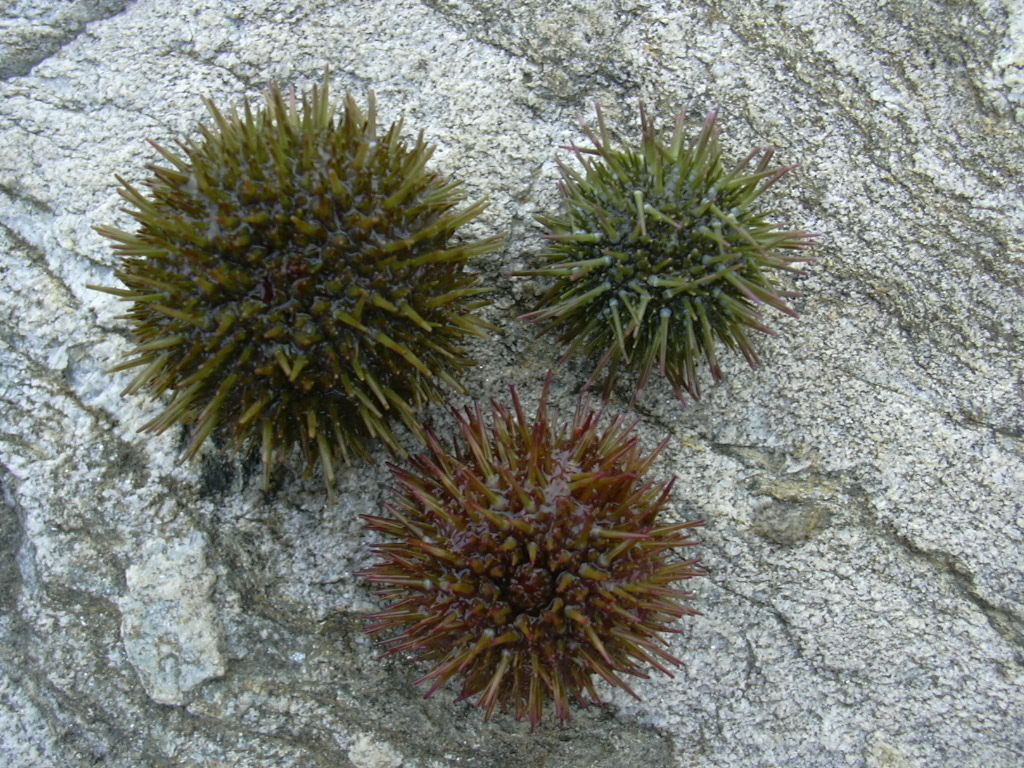
Tångsjöborre i olika färgvarianter (Psammechinus miliaris)
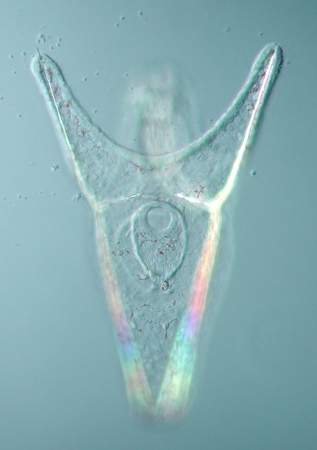
Tångsjöborre, larvstadium (pluteus), 500 mu

## Filmer
- Tångsjöborre
- Magnetisk resonanstomografi av tångsjöborre (video)